# Julio Cotler
Julio Syuñik Cotler Dolberg (Lima, 12 de abril de 1932-Ib., 5 de abril de 2019) fue un antropólogo, sociólogo y politólogo peruano. Fue director del Instituto de Estudios Peruanos y catedrático de la Universidad Nacional Mayor de San Marcos.

## Biografía
Estudió en el Colegio San Andrés. Ingresó a la Universidad Nacional Mayor de San Marcos en la cual se graduó como antropólogo. Posteriormente obtuvo el título de doctor en sociología en la Universidad de Burdeos, Francia. De 1964 a 1965 se desempeñó como investigador visitante en el MIT.
Fue parte del Instituto de Estudios Peruanos desde 1966 y su director en 1985.
También fue catedrático en la Universidad Nacional Mayor de San Marcos. Fue profesor visitante de la Universidad de Bolonia y también laboró en el Instituto Universitario Ortega y Gasset, en el Centro de Estudios Constitucionales de Madrid, en la Facultad Latinoamericana de Ciencias Sociales de Quito, en el New School for Social Research, en la École libre des hautes études, entre otros.
Es considerado uno de los más destacados pensadores peruanos. A través de su obra buscaba comprender el origen y las características de los problemas estructurales derivados de la formación social peruana.

## Investigación académica
La obra más conocida de Cotler es Clases, Estado y Nación en el Perú, escrito en 1992. Este libro ha sido descrito como "un libro ambicioso e inteligentemente escrito que trata de explicar por qué Perú no ha conseguido convertirse en un verdadero Estado-nación con pleno control sobre su economía y su gobierno" y argumenta que los problemas de Perú se deben a la herencia colonial del país bajo España.

## Obras
Entre sus principales obras figuran:
- Clases, Estado y Nación en el Perú, considerado un clásico de las ciencias sociales en el Perú.
- Cambios y continuidades, drogas y política en el Perú.
- La conexión norteamericana.
- La cohesión social en la agenda de América Latina y de la Unión Europea.
- El Fujimorismo. Ascenso y caída de un régimen autoritario.
- Clases populares, crisis y democracia en América Latina.
- Aspectos sociales de la educación rural en el Perú.
- Para afirmar la democracia.
- Bolivia-Ecuador-Perú, 2003-2004: ¿tempestad en los Andes?.
- La articulación y los mecanismos de representación de las organizaciones empresariales.
- Los empresarios y las reformas económicas en el Perú.
- Instituciones políticas y sociedad: lecturas contemporáneas.
- Política y Sociedad en el Perú: cambios y continuidades, 1994.
- Descomposición política y autoritarismo en el Perú, 1993.
- Drogas y política en el Perú: la conexión norteamericana, 1990.
- Democracia e integración nacional, 1980.
- Los cambios en la propiedad, la comunidad y la familia en San Lorenzo de Quinti, 1959.

Como coautor
- El fujimorismo: ascenso y caída de un régimen autoritario, 2000 (con Romeo Grompone).
- Cómo Fujimori jodió al Perú, 2000 (con Mario Vargas Llosa, César Arias Quincot, Jorge Avendaño Valdez, Walter Peñaloza, Daniel Mora Zevallos).

Como compilador o editor
- Clases populares, crisis y democracia en América Latina, 1989 (como compilador).
- Estrategias para el desarrollo de la democracia en el Perú y América Latina, 1990 (como compilador).
- Perú 1964-1994: economía, sociedad y política, 1995 (como editor).

## Reconocimientos
- En el 2012, el Ministerio de Educación del Perú le entregó las Palmas Magisteriales en el grado de Amauta.
- Premio Nacional de Cultura, otorgado por el Ministerio de Cultura (2015)
- Medalla al Mérito Cívico en el grado de Defensor de la Democracia, otorgada por el Jurado Nacional de Elecciones (2014)
- Orden al Mérito Municipal en el Grado de Gran Cruz, otorgada por la Municipalidad Metropolitana de Lima (2013)
- Premio Kalman Silvert, otorgado por la Asociación de Estudios Latinoamericanos – LASA (2012)
- Doctorado honoris causa, otorgado por la Pontificia Universidad Católica del Perú (2010).